# Спалланцани (лунный кратер)
Кратер Спалланцани (лат. Spallanzani), не путать с кратером Спалланцани на Марсе, — крупный древний ударный кратер в южном полушарии видимой стороны Луны. Название присвоено в честь итальянского натуралиста и биолога Ладзаро Спалланцани (1729—1799) и утверждено Международным астрономическим союзом в 1935 г. Образование кратера относится к нектарскому периоду.

## Описание кратера
Ближайшими соседями кратера Спалланцани являются кратер Бароцци на западе-северо-западе; кратер Николаи на севере-северо-востоке; кратер Дове на востоке; кратер Питиск на юго-востоке и кратер Иделер на юго-западе. Селенографические координаты центра кратера 46°23′ ю. ш. 24°44′ в. д. / 46,38° ю. ш. 24,73° в. д., диаметр 30,9 км, глубина 2270 м.
Кратер Спалланцани имеет близкую к циркулярной форму с небольшими выступами в северной и западной части и умеренно разрушен. Вал сглажен и отмечен множеством мелких кратеров, особенно в западной и южной части, восточная оконечность вала перекрыта маленьким чашеобразным кратером. Внутренний склон гладкий. Высота вала над окружающей местностью достигает 940 м, объем кратера составляет приблизительно 710 км³.   Дно чаши ровной, в южной части чаши находится несколько маленьких кратеров. 

## Сателлитные кратеры

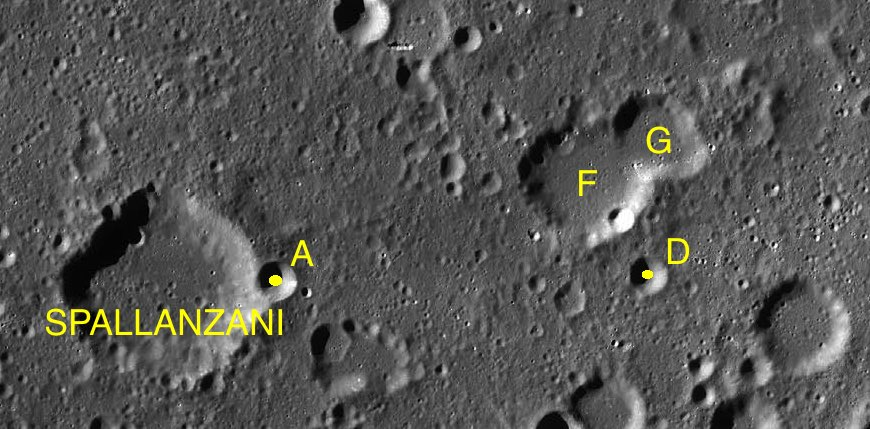
Фрагмент карты LAC-113.

| Спалланцани | Координаты                                            | Диаметр, км |
| ----------- | ----------------------------------------------------- | ----------- |
| A           | 46°19′ ю. ш. 25°37′ в. д. / 46,32° ю. ш. 25,62° в. д. | 6,7         |
| D           | 46°11′ ю. ш. 28°34′ в. д. / 46,19° ю. ш. 28,57° в. д. | 6,3         |
| F           | 45°40′ ю. ш. 28°02′ в. д. / 45,67° ю. ш. 28,03° в. д. | 22,0        |
| G           | 45°25′ ю. ш. 28°32′ в. д. / 45,42° ю. ш. 28,53° в. д. | 15,0        |

## См.также
- Список кратеров на Луне
- Лунный кратер
- Морфологический каталог кратеров Луны
- Планетная номенклатура
- Селенография
- Минералогия Луны
- Геология Луны
- Поздняя тяжёлая бомбардировка